# Sandy Baron
Sandy Baron, nato Sanford Irving Beresofsky (Brooklyn, 5 maggio 1936 – Los Angeles, 21 gennaio 2001), è stato un attore statunitense.

## Filmografia parziale

### Cinema
- Dolce novembre (Sweet November), regia di Robert Ellis Miller (1968)
- Bersagli (Targets), regia di Peter Bogdanovich (1968)
- Se è martedì deve essere il Belgio (If It's Tuesday, This Must Be Belgium), regia di Mel Stuart (1969)
- Un provinciale a New York (The Out-of-Towners), regia di Arthur Hiller (1970)
- Vigilato speciale (Straight Time), regia di Ulu Grosbard (1978)
- Broadway Danny Rose, regia di Woody Allen (1984)
- Birdy - Le ali della libertà (Birdy), regia di Alan Parker (1984)
- Sid & Nancy, regia di Alex Cox (1986)
- Missione letale (Mission Kill), regia di David Winters (1985)
- Vamp, regia di Richard Wenk (1986)
- Rischiose abitudini (The Grifters), regia di Stephen Frears (1990)
- Motorama, regia di Barry Shils (1991)
- Annunci di morte (Lonely Hearts), regia di Andrew Lane (1991)
- Leprechaun 2, regia di Rodman Flender (1994)
- The Hi-Lo Country, regia di Stephen Frears (1998)

### Televisione
- La città in controluce (Naked City) – serie TV (1962)
- Hey, Landlord – serie TV (1966-1967)
- Love, American Style – serie TV (1970-1971)
- Sulle strade della California (Police Story) – serie TV (1973)
- Starsky & Hutch – serie TV (1979)
- Anatomy of a Seduction (1979)
- I mostri vent'anni dopo (The Munsters Today) – serie TV (1990-1991)
- Law & Order - I due volti della giustizia (Law & Order) – serie TV (1991)
- Walter & Emily (1992)
- Una famiglia come le altre (Life Goes On) – serie TV (1992)
- Tracey Takes On... (1996)
- The Munsters' Scary Little Christmas (1996)
- Seinfeld – serie TV (1991-1997)

## Doppiatori italiani
Nelle versioni in italiano delle opere in cui ha recitato, Sandy Baron è stato doppiato da:
- Sandro Iovino in Starsky & Hutch
- Ferruccio Amendola in Birdy - Le ali della libertà
- Gigi Angelillo in Sid & Nancy
- Sergio Tedesco in Vamp
- Wladimiro Grana in Annunci di morte
- Franco Zucca in Leprechaun 2